# José Capelo Franco Frazão
José Capelo Franco Frazão (Capinha, Fundão, 11 de janeiro de 1872 – Lisboa, 25 de abril de 1940) foi um político português. Foi deputado em várias legislaturas, ministro da Fazenda no governo progressista de José Luciano de Castro entre 1905 e 1906, e presidente da Câmara dos Deputados no governo que sucedeu à ditadura de João Franco.

## Biografia
O título de Conde de Penha Garcia foi criado a seu favor, por uma vida, por decreto de 29 de Janeiro de 1900 do rei D. Carlos I de Portugal.
Era licenciado em Direito na Universidade de Coimbra, tendo frequentado a École Libre des Sciences Politiques de Paris, e era monárquico conservador.
Ao dar-se a Proclamação da República Portuguesa, vê-se na condição de procurar exílio que a encontra em Genebra.
Nessa altura, sendo um estudioso de questões coloniais, foi convidado por Sidónio Pais para representar Portugal na Conferência de Paz de Paris (1919), que aceitou. 
Posteriormente, ao regressar de vez a Portugal, presidiu à Sociedade de Geografia de Lisboa entre 1928 e 1940. Segundo a historiadora Maria Isabel João, na obra Memória e império: comemorações em Portugal (1889-1960), sob a sua direcção, a Sociedade de Geografia aproximou-se dos governos salazaristas, tornando-se um instrumento de propaganda dos valores imperiais.. Igualmente foi diretor da Escola Superior Colonial (1928-1940), membro da Comissão Organizadora dos Centenários, membro da movimento olímpico português, assim como, faz parte do Supremo Tribunal de Arbitragem da Sociedade das Nações sendo membro da Comissão Permanente de Mandatos da Sociedade das Nações.
Foi autor de Les Colonies Portugaises, de 1931, obra destinada à Exposição Colonial Internacional de Paris.
Foi casado com Eugénia Valdez Penalva, sendo pais de José Penalva Franco Frazão.
Em 14 de julho de 1908, já no reinado de D. Manuel II, venceu um duelo com Afonso Costa, devido à questão dos adiantamentos, em que o célebre deputado republicano acusou Frazão de ter feito, enquanto ministro, pagamentos ao Infante D. Afonso.
A 5 de outubro de 1931, foi agraciado com o grau de Grã-Cruz da Ordem da Instrução Pública. A 26 de novembro de 1934, foi agraciado com o grau de Grã-Cruz da Ordem Militar de Cristo.